# Groupeur
Dans le domaine du transport de marchandises, un groupeur est un commissionnaire de transport qui est souvent agent de fret. Cela concerne aussi bien le milieu maritime, aérien, ferroviaire ou routier. Son rôle est de s'assurer du groupage des marchandises qui lui permet d'obtenir des taux dégressifs.
Le dégroupeur, quant à lui, s'occupe de la réception du fret et organise les livraisons.